# St. Georg (Wittershausen)

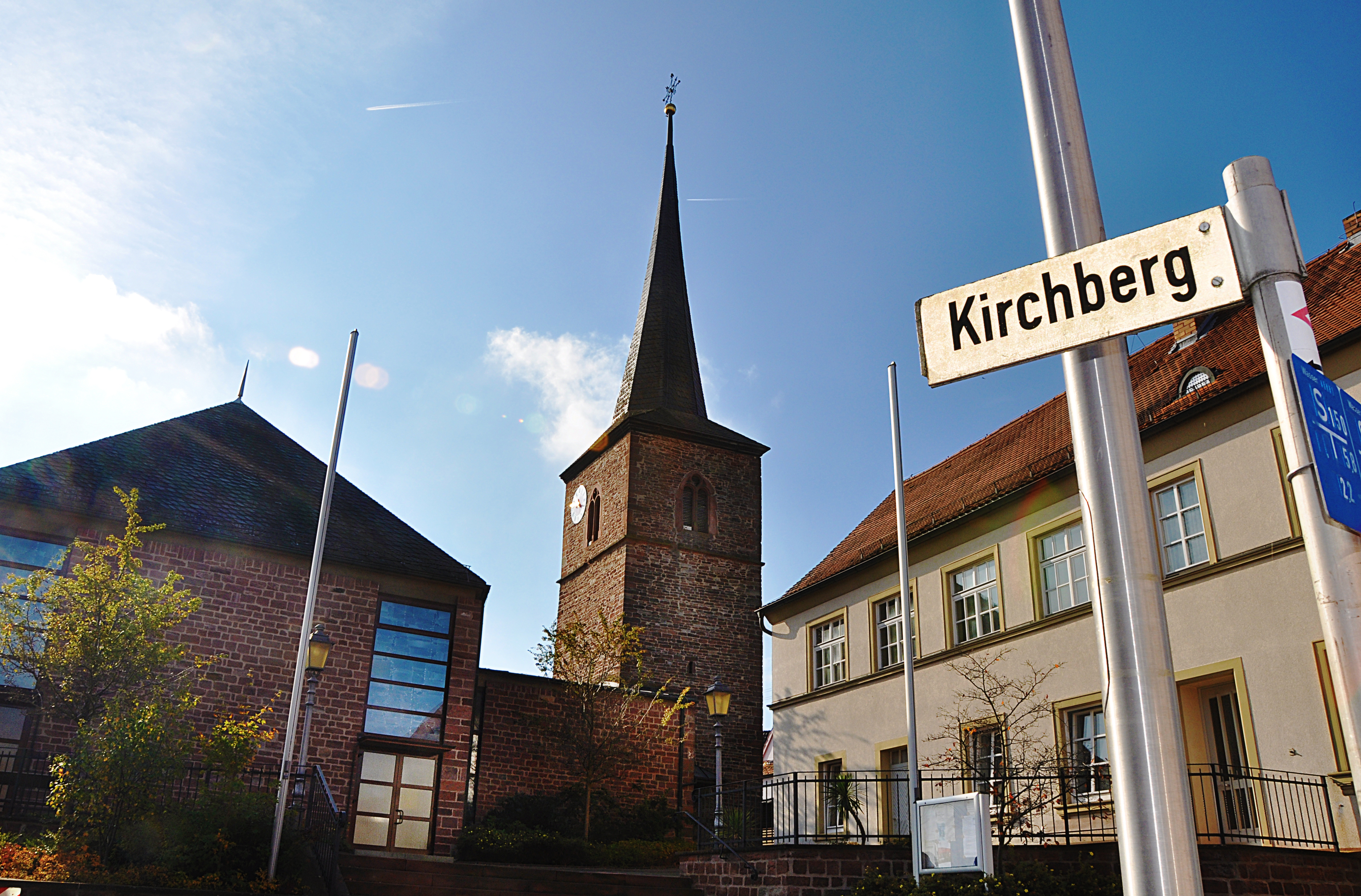
Die St.Georgs-Kirche von Wittershausen.

Die römisch-katholische Filialkirche St. Georg ist die Dorfkirche im unterfränkischen Wittershausen, einem Ortsteil des im bayerischen Landkreis Bad Kissingen gelegenen Oberthulba. Wittershausen  war früher eine Filiale der Pfarrei Aura und gehört heute zur Pfarrei Oberthulba.
Der mittelalterliche Turm der Kirche gehört zu den Baudenkmälern in Oberthulba und ist unter der Nummer D-6-72-139-58 in der Bayerischen Denkmalliste registriert. Die Kirche ist dem hl. Georg geweiht.

## Geschichte

### Vorgängerkirche
Der originale Vorgängerbau der St.-Georgs-Kirche wurde im 14. Jahrhundert aus rotem Sandstein erbaut. Der Würzburger Fürstbischof Julius Echter von Mespelbrunn ergänzte diesen Kirchenbau im Jahr 1612 um einen Kirchturm im nachgotischen Stil. Durch das Echterwappen über dem Jahrgang ist eine Restaurierung der Kirche im Jahr 1615 nachgewiesen, bei der u. a. das Langhaus erhöht wurde. Ferner wurde im Jahr 1726 die Sakristei angebaut. Bis zur Anlage des am südlichen Ortsrand gelegenen Friedhofs wurden die Verstorbenen des Ortes am um die Kirche herum gelegenen Kirchenhof bestattet. Im Jahr 1760 wurde ein fast bis zur Decke reichender Barockhochaltar mit Dreifaltigkeitsdarstellung errichtet; er wurde später mit einem großen gotischen Tabernakel versehen sowie mit Ölfarbe überstrichen.
Beim Auflassen des Friedhofs an der Kirche sowie beim Bau des Schulgebäudes neben der Kirche wurde die Mauer um den Kirchhof herum abgerissen, so dass Kirchhof und Schulhof vereint wurden.
Erste Pläne zu einer Erweiterung der kleinen Kirche gab es in den 1920er Jahren. So wurden im Herbst 1921 bereits 70.000 Reichsmark gesammelt. doch setzte die Inflation den Erweiterungsplänen ein Ende.
Ende der 1940er Jahre wurden beim Bochumer Verein drei neue Glocken für die Kirche in Auftrag gegeben. Dies war notwendig geworden, da die größere der beiden originalen, aus dem Jahr 1695 stammenden Kirchenglocken im Jahr 1942 während des Zweiten Weltkrieges abgeliefert werden musste. Pfarrer Remigius Rudolph regte bei Bürgermeister Josef Weigand an, das Projekt der Kirchenerweiterung bevorzugt in Angriff zu nehmen, da dieses wichtiger sei und die Kirche in diesem Zusammenhang sowieso neue Glocken erhalten würde. Jedoch war der Gemeinderat nicht willens, seinen Beschluss zu ändern, sowie der Bochumer Verein nicht willens, auf den Auftrag zu verzichten. Am 22. Dezember 1949 wurden die drei neuen Glocken durch Pfarrer Rudolph geweiht.

### Kirchenneubau
Bei einem Besuch in Wittershausen am 10. Mai 1950 setzte sich der Würzburger Bischof Julius Döpfner für den Bau einer größeren Kirche ein und versprach Pfarrer Rudolph finanzielle Unterstützung. Nach langwierigen Planungen in Bezug auf die Finanzierung und die Wahl des Baumeisters sowie Verhandlungen mit dem Landesamt für Denkmalpflege in München begannen am 17. Mai 1957 die Arbeiten zum Abbruch der alten Kirche, wobei der von Fürstbischof Julius Echter errichtete Kirchturm erhalten blieb. Am 14. Juli 1957 erfolgte die Grundsteinlegung für den 1957/58 durch Würzburger Dombaumeister Hans Schädel erfolgten Kirchenneubau, der das Langhaus der Vorgängerkirche durch ein neues Langhaus ersetzte. Am 20. September 1958 erfolgte die Weihe des Kirchenneubaus durch den Würzburger Bischof Josef Stangl.
Es erforderte gewisse Anstrengungen, um im fünfeckigen Kirchenbau Tradition und Moderne zu vereinen. Der Marienaltar der alten Kirche sowie seine 14 Nothelfer-Figuren wurden in die neue Kirche übernommen, ebenso wie die neu gefassten Figuren der hl. Georg und Wendelin. Der barocke Hochaltar der alten Kirche wurde für 800 DM an die Kirche in Bischwind am Raueneck verkauft und dort neu gefasst. Das Wandgemälde im Langhaus malte Karl Clobes aus Tückelhausen. Das Deckengemälde wiederum stellt den Thron Gottes nach der Offenbarung des Johannes (Offb 4,2–8 ) dar.

## Beschreibung und Ausstattung
Der Kirchturm ist ein wuchtiger Julius-Echter-Turm mit spitzem Helm und spitzbogigen Schallfenstern. Er steht westlich vom neuen fünfeckigen Langhaus und ist mit diesem durch die Sakristei verbunden.

## Geläut
Es besteht aus drei Stahlglocken und bildet das Te-Deum-Motiv.
| Nr. | Schlagton | Name         | Inschrift                                 | Gewicht |
| --- | --------- | ------------ | ----------------------------------------- | ------- |
| 1   | e´        | St. Georg    | Heiliger Georg, bitte für uns!            | 1920 kg |
| 2   | g´        | Muttergottes | Gegrüßet seist du Maria!                  | 1230 kg |
| 3   | a´        | Armeseelen   | Herr gib den armen Seelen die ewige Ruhe! | 900 kg  |